# Wuerhosaurus
Wuerhosaurus var ett släkte av 8 meter långa Stegosaurider som levde i tidig krita-tid i nordvästra Kina. Wuerhosaurus hade antagligen ryggplattor som var bredare än de var höga, vilket gjorde den unik. Så vitt man vet, så hade den ingen tagg på buken.
Enligt uppskattningar var släktets medlemmar 7 meter långa och de hade troligtvis en vikt av 4 ton.
Släktet är uppkallat efter staden nära fyndplatsen.